# 近优越虎耳草
近优越虎耳草（学名：Saxifraga hookeri）为虎耳草科虎耳草属下的一个种。

## 扩展阅读
- 維基物種上的相關：近优越虎耳草